# Robert Eddison
Robert Eddison (10 de junio de 1908–14 de diciembre de 1991) fue un actor británico, cuyo papel más conocido fue, probablemente, el del Caballero del Grial en Indiana Jones y la última cruzada. 

## Biografía
Nacido en Yokohama, Japón, de padres británicos, Eddison fue conocido por su resonante voz de barítono, así como por su físico alto y delgado. Interpretó obras de William Shakespeare y de otros clásicos, destacando sus actuaciones como Hamlet en el Old Vic, como Feste y Sir Andrew Aguecheek en Noche de reyes, y El rey Lear en el teatro neoyorquino. También interpretó obras de Henrik Ibsen, Antón Chéjov y Sófocles, y fue Canon Chasuble en la pieza de Oscar Wilde La importancia de llamarse Ernesto.
Eddison también trabajó para la radio en incontables dramas emitidos por la BBC, entre ellos adaptaciones de los japoneses Nō, siendo uno de sus últimos papeles en dicho medio el de la Muerte en Los cuentos de Canterbury. Su carrera cinematográfica fue limitada, pero incluyó un papel de reparto en la comedia de 1948 de Peter Ustinov Vice Versa, en la película The Boy Who Turned Yellow (1972), en el film de 1991 American Friends, y el cameo de Indiana Jones y la última cruzada. Uno de sus trabajos para la televisión fue el que hizo en el episodio de la serie El Cuentacuentos "The Luck Child".
Robert Eddison falleció en Londres, Inglaterra, en 1991.

## Filmografía

### Películas
| Año  | Título                            | Papel              | Notas      |
| ---- | --------------------------------- | ------------------ | ---------- |
| 1948 | Vice Versa                        | Sr. Blinkhorn      | Secundario |
| 1952 | Temple Folly                      | George Fitznothus  | Secundario |
| 1957 | Ordeal by Fire                    | Rey Carles VII     | Principal  |
| 1989 | Indiana Jones y la última cruzada | Guardian del grial | Secundario |
| 1991 | Amigos Americanos                 | Rushden/Presidente | Secundario |

### Series
| Año  | Título               | Papel     |
| ---- | -------------------- | --------- |
| 1958 | The Eustace Diamonds | Lord Fawn |
| 1977 | Sky                  | Buenchico |
| 1981 | Bognor               | John      |